# 프로세스 익스플로러
프로세스 익스플로러(Process Explorer)는 현재 마이크로소프트에 인수된 Winternals Software에 의해 개발된 마이크로소프트 윈도우용 프리웨어 작업 관리자, 시스템 모니터이다. 사용자의 시스템에서 실행 중인 프로세스들에 관한 정보를 수집하기 위한 풍족한 기능들과 함께 윈도우 작업 관리자의 기능을 제공한다. 소프트웨어나 시스템 문제를 디버깅하기 위한 첫 단계로 사용할 수 있다.
프로세스 익스플로러를 사용하면 문제를 추적할 수 있다. 이를테면 프로세스나 모든 프로세스가 보유하고 있는 명명된 자원을 검색하거나 나열하기 위한 수단을 제공한다. 파일 열기를 홀딩하고 있는 것이 무엇인지, 다른 프로그램에 의한 사용을 금지시키는 프로그램이 무엇인지를 추적하는데 사용할 수도 있다. 다른 예로, 프로그램을 시작하는데 사용한 명령줄을 표시한다든지 유사 프로세스들을 구별하기 위해 사용할 수 있다. 작업 관리자처럼 CPU를 최대로 사용하는 프로세스를 표시할 수 있으나 작업 관리자와 달리 어느 스레드가 CPU를 사용하고 있는지(디버거를 통해 이용 불가능한 정보) 보여줄 수 있다.

## 역사
프로세스 익스플로러는 초기 Sysinternals 시절 2개의 별개 유틸리티로 시작하였다. (HandleEx, DLLView) 이것들은 2001년에 하나로 병합되었다. 2008년까지 프로세스 익스플로러는 Windows 9x, Windows NT 4.0, Windows 2000에서 동작하였다. 최대 12.04 버전까지 프로세스 익스플로러는 윈도우 2000에서 동작한다. 버전 14.0 이상은 그렇지 않다. (윈도우 XP/2003 이후에 사용 가능한 credui.dll 필요) 현재 버전은 윈도우 XP 이상에서 구동된다. 버전 15에는 윈도우 비스타 이상을 위한 GPU 모니터링을 추가하였다.

## 같이 보기
- 리소스 모니터
- Tasklist
- 프로세스 모니터